# Ruder-Europameisterschaften 1906
Die 14. Ruder-Europameisterschaften wurden am 9. September 1906 auf dem Lago Maggiore in Pallanza, Italien ausgetragen. Wie bereits im Vorjahr wurden Medaillen in fünf Bootsklassen vergeben.

## Ergebnisse
| Bootsklasse           | Gold | Silber | Bronze |
| --------------------- | --- | --- | --- |
| Einer                 | Gaston Delaplane | Giovanni Brunialti | Theodore Conrades |
| Doppelzweier          | Belgien Theodore Conrades Xavier Crombet | Italien Gianpietro Filippi Costante Scalero | Schweiz Alfred Sydler Emmanuel de Trey |
| Zweier mit Steuermann | Italien Ercole Olgeni Scipione Del Giudice Giuseppe Mion (Steuermann) | Belgien Guillaume Visser Urbain Molmans Rodolphe Colpaert (Steuermann)                                                                                            | unklar, ob noch weitere Boote teilnahmen, die Quelle listet keine weiteren Medaillengewinner                                                                           |
| Vierer mit Steuermann | Belgien Guillaume Visser Polydore De Geyter Alphonse Van Roy Urbain Molmans Rodolphe Colpaert (Steuermann)                                                               | Italien Giuseppe Sinigaglia Annibale Beretta Ettore Luciani Orlando Pontiggia T. Quadrio (Steuermann)                                                             | Frankreich Georges Richard Caffet Ch. Rueguera R. Paul Raymond Celestin (Steuermann)                                                                                   |
| Achter                | Belgien Rodolphe Poma Oscar Dessomville Marcel Van Crombrugge Max Orban Rémy Orban François Vergucht Marcel Morimont Armand Larocque Raphael Van der Waeren (Steuermann) | Frankreich Charles Delaporte Fabio Orlandini Gaston Delaplane Marcel Monniot Malcolm Brown Maurice Henon Charles Roquebert Marcel Frébourg unbekannt (Steuermann) | Italien Archimede de Gregori Alberto del Nunzio Giovanni Brunialti Alfredo Tuzi Armando Garroni Guido de Cupis Ettore Manzolini Giuseppe Aluffi unbekannt (Steuermann) |

## Medaillenspiegel
| Platz  | Land       | Gold | Silber | Bronze | Gesamt |
| ------ | ---------- | ---- | ------ | ------ | ------ |
| 1      | Belgien    | 3    | 1      | 1      | 5      |
| 2      | Italien    | 1    | 3      | 1      | 5      |
| 3      | Frankreich | 1    | 1      | 1      | 3      |
| 4      | Schweiz    | –    | –      | 1      | 1      |
| Gesamt | Gesamt     | 5    | 5      | 4      | 14     |